# Hove
Plantilla:Ficha de Brighton & Hove
Hove (AFI: [hoʊv] en inglés) forma parte de la  ciudad de Brighton y Hove en la costa sur de Inglaterra, siendo una antigua localidad que se unio a Brighton para formar la ciudad y Autoridad Unitaria de Brighton y Hove. Se le otorgo el estatus de ciudad en el 2000.

## Historia
A mediados del siglo XIX, durante un trabajo de mantenimiento cerca del recinto de Palmeira Square, los obreros descubrieron un túmulo funerario en las cercanías del lugar. Este túmulo data del año 1200 A.C, mide casi 20 pies de alto (6.1 metros). Dentro fueron encontrados diversos tesoros, entre ellos la "Copa de ámbar de Hove" que data de la Edad del Bronce.
Entre otros lugares de la ciudad se encuentra el "Hangleton Manor", es un edificio que data del siglo XVI. Se cree que se construyó cerca de 1540, por el cortesano Richard Bellings, ya que sus iniciales están marcadas en la chimenea que el edificio alberga. Actualmente es un restaurante y Bar ubicado cerca del poblado establecido a principios del siglo XX, con el mismo nombre que el lugar.